# República Socialista da Checoslováquia
A República Socialista da Tchecoslováquia / Checoslováquia (em checo e em eslovaco:  Československá socialistická republika, ČSSR) conhecida de 1948 a 1960 como República da Tchecoslováquia (em checo e em eslovaco:  Československá republika), Quarta República da Tchecoslováquia, ou simplesmente Tchecoslováquia, foi o estado da Tchecoslováquia de 1948 a 1989, quando o país estava sob o domínio comunista e era considerado um estado satélite na esfera de interesse soviética. 
Após o golpe de Estado de Fevereiro de 1948, quando o Partido Comunista da Checoslováquia tomou o poder com o apoio da União Soviética, o país foi declarado uma república socialista quando a Constituição de Nove de Maio entrou em vigor. O nome tradicional Československá republika (República da Checoslováquia), juntamente com vários outros símbolos de estado, foram alterados em 11 de julho de 1960, após a implementação da Constituição da Checoslováquia de 1960, como um símbolo da "vitória final do socialismo" no país.
Em abril de 1990, logo após a Revolução de Veludo de novembro de 1989, a República Socialista Checoslovaca foi renomeada para República Federal Checa e Eslovaca. Em 27 de junho de 1990, o Governo Nacional de Entendimento foi estabelecido por Ladislav Adamec, que substituiu o seu próprio governo e foi estabelecido para a designação do Governo Federal da Checoslováquia. Foi criado em 10 de Dezembro de 1989 e até 1990, o Partido Comunista da Checoslováquia esteve no poder do governo e manteve uma grande maioria até às novas eleições em Fevereiro de 1990, quando o Fórum Cívico reivindicou a vitória e liderou o governo até ao seu fim. O governo foi substituído pelo Governo de Sacrifício Nacional liderado por Marián Čalfa.

## Nome
O nome oficial do país era República Socialista da Tchecoslováquia. A sabedoria convencional sugeria que seria conhecida simplesmente como "República Tchecoslovaca" - o seu nome oficial de 1920 a 1938 e de 1945 a 1960. No entanto, os políticos eslovacos sentiram que isso diminuía a estatura igual da Eslováquia e exigiram que o nome do país fosse escrito com um hífen (ou seja, "República Tcheco-Eslovaca"), como foi escrito desde a independência da Tchecoslováquia em 1918 até 1920, e novamente em 1938 e 1939. O Presidente Havel mudou então a sua proposta para "República da Tchecoslováquia" - uma proposta que não agradou aos políticos checos que viam lembretes do Acordo de Munique de 1938, no qual os nazistas anexaram uma parte do território. O nome também significa "Terra dos Tchecos e Eslovacos", embora latinizado do nome original do país. – "a nação checoslovaca"  – após a independência em 1918, do endônimo tcheco Češi – através de sua ortografia polonesa. 
O nome "Tcheco" deriva do endônimo tcheco Češi via polonês,  do arcaico tcheco Čechové, originalmente o nome da tribo eslava ocidental cuja dinastia Přemyslid subjugou seus vizinhos na Boêmia por volta de 900 D.C. Sua etimologia adicional é contestada. A etimologia tradicional deriva de um líder homônimo, Čech, que liderou a tribo na Boêmia. As teorias modernas consideram-no um derivado obscuro, por exemplo, de četa, uma unidade militar medieval.  Enquanto isso, o nome "eslovaco" foi tirado dos eslovacos. Durante a existência do estado, ele foi simplesmente referido como "Tchecoslováquia", ou às vezes "ČSSR" e "ČSR", abreviadamente.

## História

### Antecedentes
Antes da Ofensiva de Praga em 1945, Edvard Beneš, o líder checoslovaco, concordou com as exigências do líder soviético Josef Stalin de um acordo incondicional com a política externa soviética e com os decretos de Beneš.  Embora Beneš não fosse um apoiador de Moscou e várias reformas internas de outros países do Bloco Oriental não fizessem parte do plano de Beneš, Stalin não se opôs porque o plano incluía a expropriação de propriedades e ele estava satisfeito com a força relativa dos comunistas na Tchecoslováquia em comparação com outros países do Bloco Oriental. 
Em abril de 1945, foi formada a Terceira República, liderada por uma Frente Nacional de seis partidos. Devido à força do Partido Comunista e à lealdade de Beneš, ao contrário de outros países da Europa Central e Oriental, a URSS não exigia políticas do Bloco Oriental ou apoiadores "confiáveis" em posições de poder na Tchecoslováquia, e os poderes executivo e legislativo mantiveram as suas estruturas tradicionais.  Os comunistas foram os grandes vencedores nas eleições de 1946, conquistando um total de 114 assentos (eles apresentaram uma lista separada na Eslováquia). Depois disso, a União Soviética ficou desapontada com o facto de o governo não ter conseguido eliminar a influência "burguesa" no exército, expropriar industriais e grandes proprietários de terras e eliminar partidos fora da "Frente Nacional".  A esperança em Moscou de uma vitória comunista nas eleições de 1948 estava a diminuir, na sequência de um relatório do Kremlin de Maio de 1947, concluindo que os "elementos reacionários" que elogiavam a democracia ocidental tinham-se fortalecido. 
Após a breve consideração da Tchecoslováquia sobre a aceitação de fundos do Plano Marshall,  e a subsequente repreensão aos partidos comunistas pelo Cominform em Szklarska Poręba em Setembro de 1947, Rudolf Slánský regressou a Praga com um plano para a tomada final do poder.  Posteriormente, o embaixador soviético Valerian Zorin organizou um golpe de estado comunista, seguido pela ocupação dos ministérios de ministros não-comunistas, enquanto o exército ficou confinado em quartéis. 
Em 25 de fevereiro de 1948, Beneš, temeroso da guerra civil e da intervenção soviética, capitulou e nomeou um governo dominado pelos comunistas, que foi empossado dois dias depois. Embora os membros dos outros partidos da Frente Nacional ainda figurassem nominalmente, este foi, para todos os efeitos, o início do regime comunista total no país.    O ministro das Relações Exteriores, Jan Masaryk, o único ministro proeminente que ainda restava e que não era comunista nem companheiro de viagem, foi encontrado morto duas semanas depois.  Em 30 de Maio, uma lista única de candidatos da Frente Nacional, que se tornou uma organização dominada pelo Partido Comunista, foi eleita para a Assembleia Nacional.

### República da Tchecoslováquia (1948–1960)
Após a aprovação da Constituição de Nove de Maio em 9 de junho de 1948, o país tornou-se uma República Popular até 1960. Embora não fosse um documento totalmente comunista, era suficientemente próximo do modelo soviético que Beneš se recusou a assiná-lo. Ele renunciou uma semana antes de o documento ser finalmente ratificado e morreu em setembro. A Constituição de Nove de Maio confirmou que o KSČ possuía poder absoluto, tal como outros partidos comunistas tinham no Bloco de Leste. Em 11 de julho de 1960, a Constituição da Tchecoslováquia de 1960 foi promulgada, mudando o nome do país de “República da Tchecoslováquia” para “República Socialista da Tchecoslováquia”. 

### 1968–1990

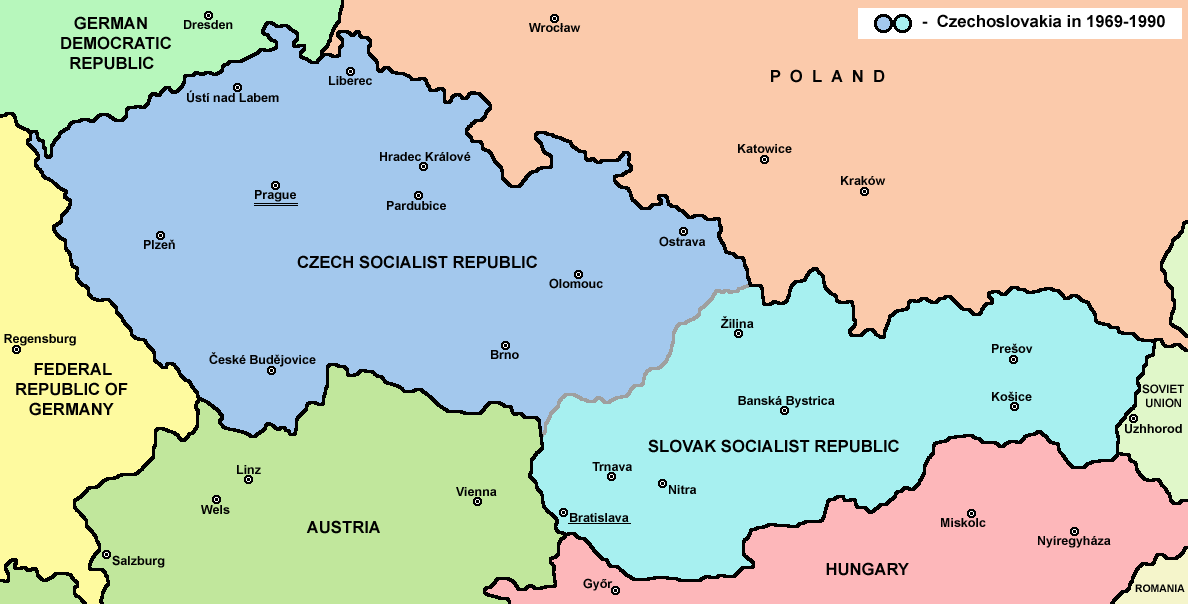
Tchecoslováquia em 1969

Em 20-21 de agosto de 1968, a República Socialista da Tchecoslováquia foi invadida conjuntamente pela União Soviética e pelo Pacto de Varsóvia. A invasão interrompeu as reformas de liberalização da Primavera de Praga de Alexander Dubček e fortaleceu a ala autoritária do Partido Comunista da Checoslováquia (KSČ). 
Exceto a Primavera de Praga no final da década de 1960, a Tchecoslováquia caracterizou-se pela ausência de democracia e competitividade dos seus homólogos da Europa Ocidental como parte da Guerra Fria. Em 1969, o país tornou-se uma república federativa composta pela República Socialista Tcheca e pela República Socialista Eslovaca. 
Sob a federação, as desigualdades sociais e econômicas entre as metades checa e eslovaca do país foram em grande parte eliminadas. Vários ministérios, como o da Educação, foram formalmente transferidos para as duas repúblicas. Contudo, o controle político centralizado do Partido Comunista limitou severamente os efeitos da federalização. 
A década de 1970 viu a ascensão do movimento dissidente na Checoslováquia, representado (entre outros) por Václav Havel. O movimento procurou maior participação e expressão política face à desaprovação oficial, fazendo-se sentir pelos limites às atividades laborais (até à proibição de qualquer emprego profissional e recusa do ensino superior aos filhos dos dissidentes), pelo assédio policial e até pela pena de prisão. 
No final de 1989, o país tornou-se novamente uma democracia através da Revolução de Veludo. Em 1992, a Assembleia Federal decidiu que iria dividir o país na República Tcheca e na Eslováquia em 1 de Janeiro de 1993. 

## Geografia
A República Socialista da Tchecoslováquia era limitada a oeste pela Alemanha Ocidental e pela Alemanha Oriental, a norte pela Polônia, a leste pela União Soviética (através da República Socialista Soviética da Ucrânia) e a sul pela Hungria e pela Áustria.

## Governo
O Partido Comunista da Tchecoslováquia (KSČ), liderado inicialmente pelo primeiro secretário Klement Gottwald, detinha o monopólio da política. Após a ruptura Tito-Stalin de 1948, ocorreram expurgos crescentes no partido em todo o Bloco de Leste, incluindo um expurgo de 550.000 membros do partido do KSČ, 30% dos seus membros.  
A evolução da dureza resultante das purgas na Tchecoslováquia, como grande parte da sua história após 1948, foi uma função da tomada tardia do poder pelos comunistas, com muitas das purgas centradas num número considerável de membros do partido com filiações anteriores noutros partidos.  Os expurgos acompanharam vários julgamentos-espetáculo, incluindo os de Rudolf Slánský, Vladimír Clementis, Ladislav Novomeský e Gustáv Husák (Clementis foi posteriormente executado).  Slánský e onze outros foram condenados juntos por serem "traidores trotskistas-sionistas-titoístas-burgueses-nacionalistas" em uma série de julgamentos-espetáculo, após os quais foram executados e suas cinzas misturadas com material usado para encher estradas nos arredores de Praga. 
Antonín Novotny serviu como primeiro secretário do KSČ de 1953 a 1968. Gustáv Husák foi eleito primeiro secretário do KSČ em 1969 (alterado para secretário-geral em 1971) e presidente da Tchecoslováquia em 1975. Outros partidos e organizações existiam, mas funcionavam em funções subordinadas ao KSČ. Todos os partidos políticos, bem como numerosas organizações de massas, foram agrupados sob a égide da Frente Nacional da República Socialista da Tchecoslováquia. Os ativistas dos direitos humanos e os ativistas religiosos foram severamente reprimidos.
Em termos de nomeações políticas, o KSČ manteve listas de apoiadores e de nomenklatura, contendo esta última todos os cargos importantes para a boa aplicação da política partidária, incluindo postos militares, cargos administrativos, diretores de empresas locais, administradores de organizações sociais, jornais, etc.  As listas de nomenklatura do KSČ foram pensadas para conter 100.000 listagens de postagens.  Os nomes daqueles que o partido considerou confiáveis o suficiente para garantir um posto de nomenklatura foram compilados na lista de apoiadores. 

### Líderes do Partido Comunista
| N° | Retrato                                                     | Nome             | Título                                 | Mandato |
| -- | ----------------------------------------------------------- | ---------------- | -------------------------------------- | --- |
| 1  |                                                             | Antonín Novotny  | Primeiro-Secretário                    | 14 de março de 1953–5 de janeiro de 1968                                                                                |
| 2  |                                                             | Alexander Dubček | Primeiro-Secretário                    | 5 de janeiro de 1968–17 de abril de 1969                                                                                |
| 3  | Portrait of Gustáv Husák wearing a suit, tie and spectacles | Gustáv Husák     | Primeiro-Secretário / Secretário-Geral | 17 de abril de 1969–17 de dezembro de 1987 (como Primeiro-Secretário de 1969-1971 e como Secretário-Geral de 1971-1987) |
| 4  | Portrait of Milos Jakes wearing a hat, tie and coat         | Miloš Jakeš      | Secretário-Geral                       | 17 de dezembro de 1987–24 de novembro de 1989                                                                           |
| 5  |                                                             | Karel Urbánek    | Secretário-Geral                       | 24 de novembro de 1989–20 de dezembro de 1989                                                                           |
| 6  |                                                             | Ladislav Adamec  | Presidente                             | 21 de dezembro de 1989–1 de setembro de 1990                                                                            |

### Chefes de Estado e de Governo

#### Presidentes
| N° | Retrato | Nome                       | Nascimento-Morte | Nacionalidade | Mandato                | Mandato                | Partido                              |
| -- | ------- | -------------------------- | ---------------- | ------------- | ---------------------- | ---------------------- | ------------------------------------ |
| 1  |         | Klement Gottwald           | 1896–1953        | Tcheco        | 14 de Junho de 1948    | 14 de Março de 1953    | Partido Comunista da Tchecoslováquia |
| 2  |         | Antonín Zápotocký          | 1884–1957        | Tcheco        | 21 de Março de 1953    | 13 de Novembro de 1957 | Partido Comunista da Tchecoslováquia |
| -  |         | Viliam Široký (ad interim) | 1902-1971        | Eslovaco      | 13 de Novembro de 1957 | 19 de Novembro de 1957 | Partido Comunista da Tchecoslováquia |
| 3  |         | Antonín Novotný            | 1904–1975        | Tcheco        | 19 de Novembro de 1957 | 22 de Março de 1968    | Partido Comunista da Tchecoslováquia |
| -  |         | Jozef Lenárt (ad interim)  | 1923-2004        | Eslovaco      | 22 de Março de 1968    | 30 de Março de 1968    | Partido Comunista da Tchecoslováquia |
| 4  |         | Ludvík Svoboda             | 1895–1979        | Tcheco        | 30 de Março de 1968    | 28 de Maio de 1975     | Partido Comunista da Tchecoslováquia |
| 5  |         | Gustáv Husák               | 1913–1991        | Eslovaco      | 29 de Maio de 1975     | 10 de Dezembro de 1989 | Partido Comunista da Tchecoslováquia |
| -  |         | Marián Čalfa (ad interim)  | 1946-            | Eslovaco      | 10 de Dezembro de 1989 | 29 de Dezembro de 1989 | Partido Comunista da Tchecoslováquia |

#### Primeiros-ministros
| N° | Retrato | Nome              | Mandato                                          |
| -- | ------- | ----------------- | ------------------------------------------------ |
| 1  |         | Antonín Zápotocký | 15 de Junho 1948 - 14 de Março de 1953           |
| 2  |         | Viliam Široký     | 14 de Março de 1953 - 20 de Setembro de 1963     |
| 3  |         | Jozef Lenárt      | 20 de Setembro de 1963 - 8 de Abril de 1968      |
| 4  |         | Oldřich Černík    | 8 de Abril de 1968 - 28 de Janeiro de 1970       |
| 5  |         | Lubomír Štrougal  | 28 de Janeiro de 1970 - 12 de Outubro de 1988    |
| 6  |         | Ladislav Adamec   | 12 de Outubro de 1988 - 7 de de Dezembro de 1989 |

### Relações Exteriores
A Tchecoslováquia controlada pelos comunistas foi um participante ativo no Conselho de Assistência Econômica Mútua (Comecon), no Pacto de Varsóvia, na ONU e nas suas agências especializadas, e no Movimento Não Alinhado; foi signatário da conferência sobre Segurança e Cooperação na Europa. 

### Divisões administrativas
- 1960–1992: 10 regiões (kraje), Praga, e (desde 1970) Bratislava; dividido em 109–114 distritos (okresy); os kraje foram abolidos temporariamente na Eslováquia em 1969–1970 e para muitas funções desde 1991 na Tchecoslováquia; além disso, as duas repúblicas internas, a República Socialista Tcheca, e a República Socialista Eslovaca, foram estabelecidas em 1969.

## Economia
A economia da CSSR era uma economia de comando centralmente planificada, com ligações controladas pelo partido comunista, semelhante à União Soviética. Tinha uma grande indústria metalúrgica, mas dependia de importações de minérios de ferro e não ferrosos. Tal como o resto do Bloco de Leste, os bens de produção foram favorecidos em detrimento dos bens de consumo e, como resultado, os bens de consumo careciam de quantidade e qualidade. Isto resultou em uma economia de escassez.   As taxas de crescimento económico ficaram muito atrás das homólogas da Checoslováquia na Europa Ocidental.  Os investimentos realizados na indústria não produziram os resultados esperados e o consumo de energia e matérias-primas foi excessivo. Os próprios líderes checoslovacos lamentaram o fracasso da economia em modernizar-se com rapidez suficiente.
Na década de 1950, a Checoslováquia registou um elevado crescimento económico (em média 7% ao ano), o que permitiu um aumento substancial dos salários e do nível de vida, promovendo assim a estabilidade do regime. 
- Indústria: as indústrias extrativas e transformadoras dominaram este sector. Os principais ramos incluíam maquinaria, produtos químicos, processamento de alimentos, metalurgia e têxteis. A indústria desperdiçava energia, materiais e mão-de-obra e demorava a atualizar a tecnologia, mas era uma fonte de maquinaria e armas de alta qualidade para outros países comunistas. [33]
- Agricultura: sector menor mas que abastecia a maior parte das necessidades alimentares internas. Dependente de grandes importações de grãos (principalmente para alimentação do gado) em anos de condições climáticas adversas. Produção de carne limitada pela escassez de alimentos para animais, mas elevado consumo per capita de carne. [33]
- Comércio Exterior: exportações estimadas em US$ 17,8 bilhões em 1985, dos quais 55% eram máquinas, 14% combustíveis e materiais e 16% bens de consumo manufaturados. Importações estimadas em US$ 17,9 bilhões em 1985, dos quais 41% eram combustíveis e materiais, 33% máquinas e 12% produtos agrícolas e florestais. Em 1986, cerca de 80% do comércio exterior era com países comunistas. [33]
- Taxa de Câmbio: a taxa oficial ou comercial era de Kcs 5,4 por US$1 em 1987; enquanto a taxa turística, ou não comercial, era de Kcs 10,5 por US$ 1. Nenhuma das taxas refletia o poder de compra. A taxa de câmbio no mercado negro era de cerca de 30 Kcs por 1 dólar, e esta taxa tornar-se-ia oficial assim que a moeda se tornasse convertível no início da década de 1990. [34]
- Política Fiscal: Estado proprietário quase exclusivo dos meios de produção. As receitas das empresas estatais são a principal fonte de receitas, seguidas do imposto sobre o volume de negócios. Grandes despesas orçamentárias em programas sociais, subsídios e investimentos. Orçamento geralmente equilibrado ou com pequeno excedente. [33]

### Base de recursos
Após a Segunda Guerra Mundial, o país ficou com falta de energia, dependendo do petróleo bruto e do gás natural importados da União Soviética, da  lenhite doméstica e da energia nuclear e hidroeléctrica. As restrições energéticas foram um fator importante na década de 1980. 

## Demografia

### Sociedade e grupos sociais
A homossexualidade foi descriminalizada em 1962. 

### Religião
A religião foi oprimida e atacada na Tchecoslováquia da era comunista.  Em 1991, 46,4% dos checoslovacos eram católicos romanos, 29,5% eram ateus, 5,3% eram luteranos evangélicos e 16,7% eram n/a, mas havia enormes diferenças entre as 2 repúblicas constituintes - ver Religião na Chéquia e Religião na Eslováquia.

## Cultura e sociedade

### Saúde, bem-estar social e habitação
Após a Segunda Guerra Mundial, os cuidados de saúde gratuitos estavam disponíveis para todos os cidadãos. O planeamento nacional da saúde enfatizou a medicina preventiva; os centros de saúde fabris e locais complementaram os hospitais e outras instituições de internação. Melhoria substancial nos cuidados de saúde rurais nas décadas de 1960 e 1970. 

### Meios de comunicação de massa
Os meios de comunicação de massa na Tchecoslováquia eram controlados pelo Partido Comunista da Tchecoslováquia (KSČ). A propriedade privada de qualquer publicação ou agência dos meios de comunicação de massa era geralmente proibida, embora as igrejas e outras organizações publicassem pequenos periódicos e jornais. Mesmo com este monopólio informativo nas mãos de organizações sob o controle de KSČ, todas as publicações foram revisadas pelo Gabinete de Imprensa e Informação do Governo. 

## Militares
O Exército Popular da Checoslováquia (em tcheco: Československá lidová armáda, em eslovaco: Československá ľudová armáda, ČSLA) foi as forças armadas do Partido Comunista da Tchecoslováquia (KSČ) e da República Socialista da Tchecoslováquia desde 1954 até 1989. 